# Самарський район (Ростовська область)
Самарський район — адміністративно-територіальна одиниця, що існувала в РРФСР у 1935—1963 роках в Ростовській області.

## Історія
Самарський район був утворений в 1935 році в результаті поділу Азовського району Азово-Чорноморського краю на Азовський, Александрівський й Самарський райони.
З 13 вересня 1937 року він увійшов до складу Ростовської області.
У лютому 1963 року Самарський район було скасовано та його територія увійшла до Азовського району.

## См. також
- Самарське сільське поселення Ростовської області
- Адміністративно-територіальний поділ Ростовської області